# Дінаджпур (зіла, Бангладеш)
Дінаджпур (бенг. দিনাজপুর জেলা) — округ на північному заході Бангладеш, в регіоні Рангпур. Утворений 1786 року. Адміністративний центр — місто Дінаджпур. Площа округу — 3438 км². За даними перепису 2001 року населення округу становило 2 617 942 чоловіки. Рівень писемності дорослого населення становив 27,4 %, що значно нижче за середній рівень по Бангладеш (43,1 %). Конфесійний склад населення: мусульмани — 76,65 %, індуїсти — 20,58 %, християни — 0,80 %.

## Адміністративно-територіальний поділ
Округ складається з 13 підокругів (upazilas).
Підокруги (центр)
1. Бірампур (Бірампур)
2. Біргандж (Біргандж)
3. Бірал (Бірал)
4. Бочагандж (Бочагандж)
5. Чірірбандар (Чірірбандар)
6. Пхулбарі (Пхулбарі)
7. Гхорагхат (Гхорагхат)
8. Хакімпур (Хакімпур)
9. Кахароле (Кахароле)
10. Кхансама (Кхансама)
11. Дінаджпур-Садар (Дінаджпур)
12. Навабгандж (Навабгандж)
13. Парбатіпур (Парбатіпур)